# Afterword
Afterword ook wel After-word is een compositie van Percy Aldridge Grainger. Het is een liefdesbetuiging aan Karen Holten, een Deens pianiste met hij in 1905 bevriend raakte. In 1910 begon hij aan dit lied zonder woorden, maar voltooide het pas in 1957. Hij schreef een tekstloos lied, omdat hij zijn liefde voor haar niet onder woorden kon brengen. Woorden zouden zijn gevoel afzwakken. Hij ging bij het componeren uit van een mooie ochtend aan de piano en dan samen met vrouw en kind genieten van de dag.
Grainger schreef een drietal versies :
- dameskoor met begeleiding
- mannenkoor en begeleiding
- gemengd koor en begeleiding.

De begeleiding bestaat uit louter koperblazers:
- 3 trompetten, 3 cornetten, 3 trombones, 1 eufonium, 1 tuba

## Discografie
- uitgave Chandos: Joyful Compamy of Singer, City of London Sinfonia o.l.v. Richard Hickox